# ニンギョウトビケラ
ニンギョウトビケラ（人形飛螻蛄、Goera japonica）はトビケラ目ニンギョウトビケラ科の昆虫の一種。

## 分布
日本の北海道から九州のほぼ全国に広く分布する。

## 形態
成虫の体長は10 - 12 mm ほどで、触角は黄褐色で太く、体長とほぼ同長。

## 生態
幼虫は砂粒で作った巣を持ちその両翼には大きめの砂粒を3対着ける。幼虫は主にきれいな流れに棲むが、湖岸に生息することもある。主に石の表面の付着藻類を食べる。
蛹化は水中の岩の側面などに固着し行われ、その蛹巣を人形に見立てた民芸品に「石人形」（山口県岩国市）があり、これに因み和名がついた。
幼虫期には、細かい砂を分泌物で綴り合わせて筒状の巣を作り、その側面に大きな砂粒を人形の手足の様につけることから、ニンギョウトビケラと呼ばれるが、この大きな砂粒は川に流されないようにする錘の役割があると考えられている。
5月から11月にかけて羽化し、灯火に飛来する。

## 石人形
ニンギョウトビケラが川砂や小石で作った巣は、人の形をしていることから「石人形」もしくは「人形石」と呼ばれている。山口県岩国市を流れる錦川に架けられた錦帯橋の人柱となった乙女であるとの伝承がある。仏像や七福神の姿に見立てた郷土玩具が製作されており、錦帯橋の土産物として江戸時代の頃から広く知られるようになった。
錦帯橋のたもとには2003年（平成15年）創立の「岩国石人形資料館」があり、石人形およびニンギョウトビケラの生態に関する展示が行われている。